# Pazzino de' Pazzi

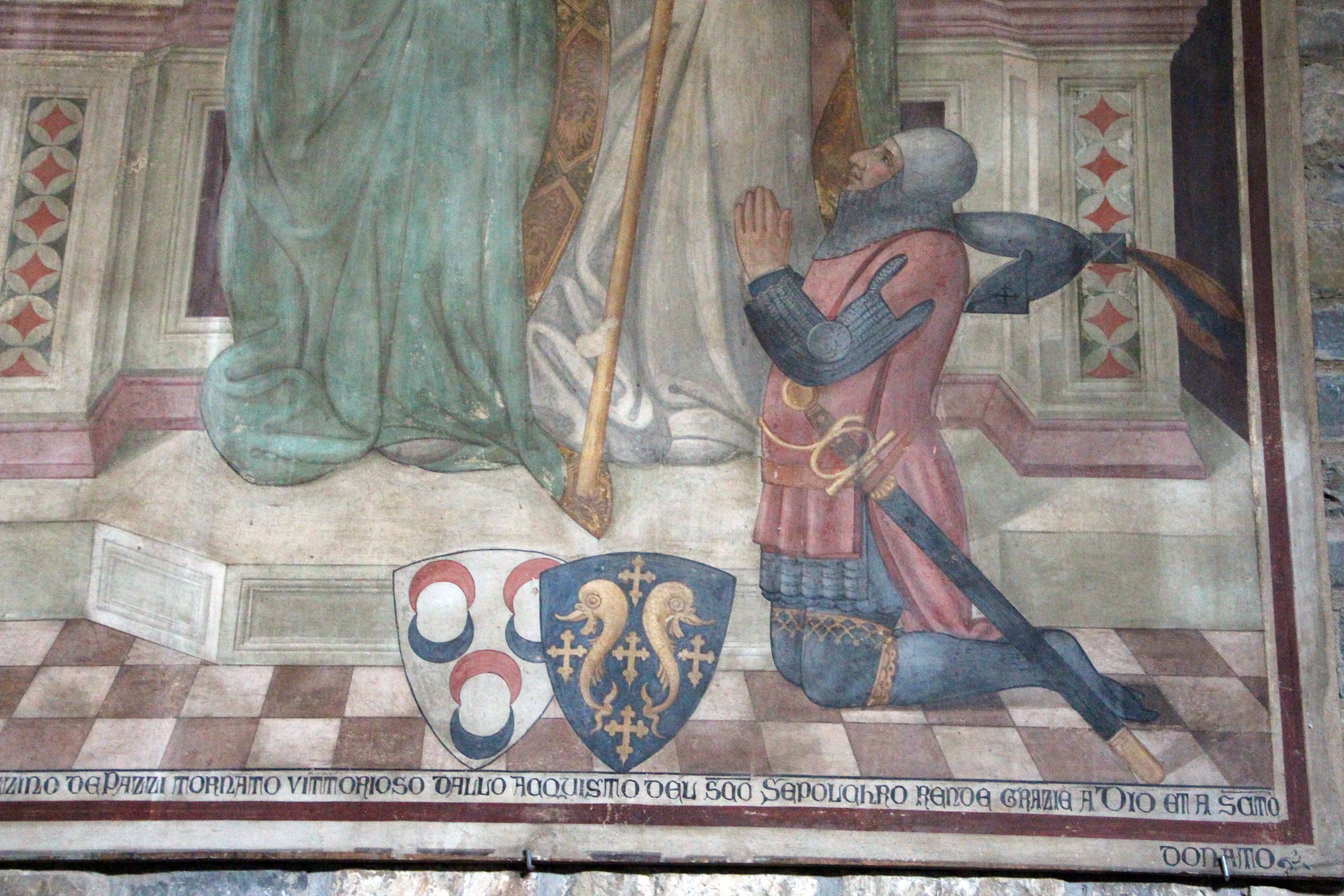
Gaetano Bianchi, Pazzino de' Pazzi rende omaggio a san Donato, 1880

Pazzino de' Pazzi (1050 ? – 1113) fu un leggendario cavaliere crociato, capostipite della famiglia dei Pazzi di Firenze. La sua figura è legata alla tradizionale festa dello scoppio del carro.

## Biografia
Partecipò alla prima crociata ed è celebre la sua leggendaria scalata alle mura di Gerusalemme, compiuta a mani nude, dove coraggiosamente sarebbe stato il primo cavaliere ad entrare nella città santa, sconfiggendo e mettendo in fuga i musulmani che trovò su quel tratto di mura e aprendo la strada alla conquista della città da parte dei crociati.
Per ringraziarlo della sua valorosa azione Goffredo da Buglione gli regalò le tre schegge di silice provenienti dal Santo Sepolcro (luglio 1099).
Rientrato a Firenze il 16 luglio 1101, il valoroso capitano fu festeggiato ed accolto con solenni onori. Le tre pietre rimasero inizialmente conservate nella residenza della famiglia e quindi consegnate alla chiesa di Santa Maria Sopra a Porta presso il Mercato Nuovo, poi rinominata come chiesa di San Biagio fino a quando, nel 1785, questa fu soppressa. Dal 27 maggio di quell'anno le sacre reliquie vennero definitivamente trasferite nella vicina chiesa di Santi Apostoli dove tuttora sono conservate.
Queste pietre sono di grandissimo valore simbolico per la città perché ogni anno, il giorno di Pasqua, vengono usate per accendere il fuoco che incendia il Brindellone durante la festa dello scoppio del carro.